# محمد سمیع‌الله
محمد سمیع سیاستمدار اهل افغانستان است که از ۱۳۹۴ تا ۱۳۹۷ والی ولایت نیمروز بود. وی به خاطر سوء مدیریت و افزایش نا امنی با اعتراض مردم رو برو شد و پس از بالا گرفتن اعتراضات از مقامش بر کنار شد.  